# 海州海战
海州海战是发生在朝鲜战争时期的一场小型海战。
海战发生在仁川登陆开始的数天前。1950年9月10日，在海州湾附近的黄海海面上，韩国海军巡逻艇PC-703遭遇一艘执行布雷任务的朝鲜帆船。简单交战过后，朝鲜布雷艇沉没，全员阵亡。而韩国方面没有伤亡报告。 
布雷艇沉没后，PC-703发现它已在海州湾布雷，就向基地报告了雷区位置。两天后（即9月12日），PC-703又遭遇了朝鲜三艘小型运输船并击沉了它们。三艘船很可能是无武装的。